# Ibalia ruficollis
Ibalia ruficollis är en stekelart som beskrevs av Cameron 1884. Ibalia ruficollis ingår i släktet Ibalia och familjen skärknivsteklar. Inga underarter finns listade i Catalogue of Life.